# Киловане
Киловане (от думата „кил“) – накланяне на съд с цел оглед и ремонт на неговата подводна част. Киловането се осъществява до появата на кила над вода. Разновидност на киловането е кренговане – наклоняне на съда без показване на кила от водата, използвано за почистване на подводната част от налепи: ракообразни и т.н., и за малък ремонт на обшивката на корпуса.
Киловането се изпълнява с поставяне на съда в плитчина при отлив [поставянето в плитчината в прилив – позволява киловане в отлив], често за киловане се използват специално подготвени и оборудвани участъци от брега – „килбанк“. Неголемите лодки не е задължително да се накланят по борда.
Процесът на накланяне се осъществява с помощта на талове или за върха на мачтата се закрепва фал и се опъва за неподвижен обект, например дърво. На достъпната вече подводна част на дървения съд могат да се отстранят повредите, направени от топовните гюлета, дървопробивачи, гъби, също така да се почистят налепите от бентос (за увеличаване на скоростта на кораба) и да се направи боядисване и насмоляване на подводните части.
Без достъп в сухи докове, пиратите често използват кренговане, което се прави в тайни заливи. Екстремален вариант е изтеглянето на съда на каменист плаж и чакането вълните и чакълът да почистят корпуса на кораба.
Кренговането се споменава в книгата „Островът на съкровищата“ на Робърт Луис Стивънсън, а също и в романите на Рафаел Сабатини и Патрик О’Брайън. Процестт на киловане е показан в сериала „Черните платна“ (на английски: Black Sails).